# 第15回ダヴィッド・ディ・ドナテッロ賞
第15回ダヴィッド・ディ・ドナテッロ賞（だい15かいダヴィッド・ディ・ドナテッロしょう）の授賞式は、1970年8月1日にタオルミーナで行われた。今回より作品賞が新設された。

## 受賞者一覧

### 作品賞
- 殺人捜査 Indagine su un cittadino al di sopra di ogni sospetto（監督：エリオ・ペトリ）
- わが青春のフロレンス Metello（監督：マウロ・ボロニーニ）

### 監督賞
- ジッロ・ポンテコルヴォ（『ケマダの戦い』）

### 主演女優賞
- ソフィア・ローレン（『ひまわり』）

### 主演男優賞
- ジャン・マリア・ヴォロンテ（『殺人捜査』）
- ニーノ・マンフレディ（『Nell'anno del Signore』）

### 外国人監督賞
- ジョン・シュレシンジャー（『真夜中のカーボーイ』）

### 外国人プロデューサー賞
- マーティン・ポール（『冬のライオン』）

### 外国人女優賞
- ライザ・ミネリ（『くちづけ』）

### 外国人男優賞
- ピーター・オトゥール（『チップス先生さようなら』）
- ダスティン・ホフマン（『真夜中のカーボーイ』）

### ダヴィッド特別賞
- ブルーノ・ヴァイラーティ（監督、『Andrea Doria -74』）
- マッシモ・ラニエリ、オッタヴィア・ピッコロ（俳優、『わが青春のフロレンス』）
- ゴールディ・ホーン（俳優、『サボテンの花』）
- マルレーヌ・ジョベール（俳優、『雨の訪問者』および『最後のアドレス』）